# Nulhypotese
I statistisk hypoteseprøvning er en nulhypotese eller nullhypotese den tentative (dvs. forsøgsvise) hypotese, der fastholdes indtil den alternative hypotese kan accepteres.
Eksempel: Skal man teste et nyt lægemiddel er nulhypotesen, at data vil understøtte, at der ingen effekt er. Den alternative hypotese er så, at data vil vise, at der er en effekt.